# Weldon (North Carolina)
Weldon is een plaats (town) in de Amerikaanse staat North Carolina, en valt bestuurlijk gezien onder Halifax County.

## Demografie
Bij de volkstelling in 2000 werd het aantal inwoners vastgesteld op 1374.
In 2006 is het aantal inwoners door het United States Census Bureau geschat op 1301, een daling van 73 (-5,3%).

## Geografie
Volgens het United States Census Bureau beslaat de plaats een oppervlakte van
4,6 km², geheel bestaande uit land. Weldon ligt op ongeveer 28 m boven zeeniveau.

## Plaatsen in de nabije omgeving
De onderstaande figuur toont nabijgelegen plaatsen in een straal van 12 km rond Weldon.